# Volvo Buses
Volvo Buses (Volvo Bus Corporation / офіційна назва: Volvo Bussar AB) (стилізовано як VOLVO) є дочірньою компанією та бізнес-сферою шведського виробника автомобілів Volvo, яка стала незалежним підрозділом у 1968 році. Базується в Гетеборзі.
Це один із найбільших у світі виробників автобусів, який пропонує повний асортимент важких автобусів для пасажирських перевезень. Асортимент продукції включає повні автобуси та міжміські автобуси, а також шасі в поєднанні з повним спектром послуг.
Автобусна операція представлена в усьому світі з виробництвом у Європі, Північній та Південній Америці, Азії та Австралії. В Індії він створив своє виробництво в Бангалорі. Колишнє виробниче підприємство було розташоване в Ірвайні, Шотландія (закрито у 2000 році).

## Продукти

### Шасі
Коди в дужках — це VIN коди для моделей шасі.

#### Історичний
- 1930-ті/40-ті роки: B10, B12
- 1950-ті: B627
- 1950–1960-ті: B615/B616/B617
- 1950–1960-ті: B635/B638
- 1950–1960-ті: B705
- 1950–1960-ті: B725/B727
- 1951–1963: B655 (середнє розташування двигуна)/B656/B657/B658
- 1960-ті роки: B715
- 1963–1965: B755
- 1960–1980-ті: B57 і BB57
- 1965–1982: B58
- 1966–1971: B54
- 1970–1980: B59
- 1973–1985: Ailsa B55
- 1978–2001: B10M/B10MA/B10MD (1M) – двоповерховий міський автобус версії B10MD, виготовлений з 1982 по 1993 рік, також відомий як Citybus
  - 1983–1996? B9M (9М) – малобюджетна версія B10M
  - 1988–1991 B10C (1C) – спеціальна австралійська версія B10M
- 1978–1991: B10R (1R)
- 1978–1987?: B6F/B6FA (6A)
- 198?–198?: B6M (6M) – для Азіатсько-Тихоокеанського регіону
- 1990–2002: B10B (R1)
- 1991–2011: B12 (R2) – відомий як B12R, пізніше B380R/B420R у Бразилії
- 1991–1998: B6/B6LE (R3)
- 1992–2000: Olympian (YN) – змінено від Leyland Olympian
- 1992–2004: B10BLE (R4)
- 1993-2000-ті: B10L/B10LA (R5)
- 1997–2006?: B7L/B7LA (R7)
- 1998–2002: B6BLE (R3)
- 1997–2011: B12B (R8)
  - 2001–2011: B12BLE/B12BLEA (R8) – зчленована версія була представлена в 2005 році
- 1998–2004: Суперолімпієць (S1) — також відомий як B10TL
- 1999–2006: B7TL (S2)
- 2000–2003: B10R (S3) – для Бразилії
- 2002–2018: B9TL (S4) – двоповерховий автомобіль з низькою підлогою, колись відомий як Olympian на офіційному сайті Volvo
- 2010?–2013: B9RLE (S5)
- 2012–2021: B5TL (T9) – низькопідлоговий двоповерховий

#### Поточний
- 1997–: B7R (R6) — відомий як B290R у Бразилії з 2011 року
  - 2001–: B7RLE (R6) — низька версія B7R
- 1999–: B12M/B12MA (R9) — відомий як B340M у Бразилії з 2011 року (двошарнірна версія була представлена в 2002 році)
- 2003–: B9R (S5) — відомий як B340R/B380R у Бразилії 2011–2012
- 2002–: B9S (S6) — двошарнірна версія була представлена в 2006 році, відома як B360S у Бразилії з 2011 року
- 2005–: B9L/B9LA (S7) — низькопідлоговий
- 2008–: B5LH (T1) — низькопідлоговий гібридний електричний автобус
- 2009–: BXXR (T2)
  - 2009–: B13R — 12,8-літровий двигун
  - 2011–: B11R — 10,8-літровий двигун, відомий як B340R/B380R/B420R/B450R у Бразилії
- 2011–: B270F (T5) – передньомоторний
- 2012–: B5RH/B5RLEH (T8) — гібридний електричний автобус зі сходинками/низьким входом, відомий як B215RH/B215LH у Бразилії
- 2013–: B8R (T7)
  - 2013–: B8RLE/B8RLEA (T7) — низька версія B8R
- 2015–: BE (U1)
- 2016–: B8L (U2) — низькопідлоговий двоповерховий
- 2021–: BZL – низькопідлоговий одно/двоповерховий

### Повні автобуси
- C10M (збудований у 1980-х роках)

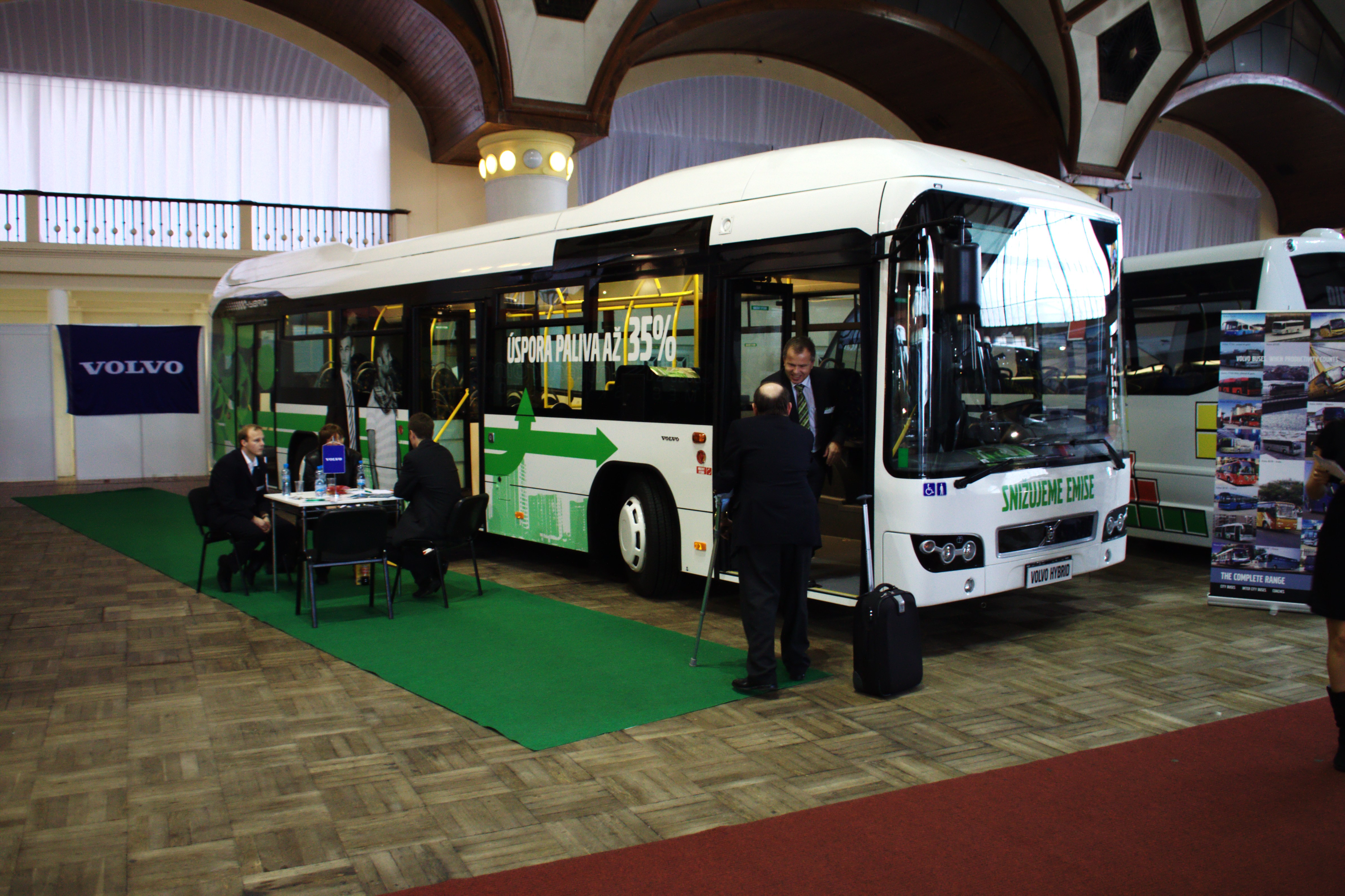
Гібридний автобус Volvo 7700H на Чеському автобусному ярмарку 2011

- Міський автобус з низькою підлогою 5000/7500 (зчленоване шасі B10L/B7L/B9S)
- 7000/7700 міський автобус з низькою підлогою (шасі B10L/B7L/B9L)
- Туристичний автобус 7250/7350 (шасі Volvo/Drögmöller B10-400/B7R) – для Мексики
- 7400 – для Індії
- 7400XL – для Індії
- Туристичний автобус 7450/7550
- 7700A зчленований низькопідлоговий міський автобус (шасі B7LA/B9LA)
- 7700 Гібридний низькопідлоговий міський автобус (шасі B5LH)
- 7800 шарнірний автобус BRT (B9S Articulated chassis) – для Китаю
- 7900 низькопідлоговий міський автобус
- 7900 Гібридний низькопідлоговий міський автобус (шасі B5LH)
- Гібридний зчленований низькопідлоговий міський автобус 7900A (шасі B5LAH)
- 8300 intercity (шасі B9R) – для Мексики
- Міський автобус 8400 (шасі B7RLE) – для Індії
- 8500 TX intercity (шасі B7R/B12M)
- 8500A зчленований міжміський (шасі B12MA)
- Міський автобус 8500LE (B10BLE/B7RLE/B12BLE/B9S Шарнірне шасі)
- 8600 (шасі B8R) – для Європи, виготовлено в Індії
- 8700 TX intercity (шасі B7R/B12B/B12M)
- Міський автобус 8700LE (шасі B7RLE/B12BLE)
- 8700LEA зчленований міський автобус (шасі B12BLEA)
- 8900 міжміський (шасі B7R/B9R/B8R)
- Міський автобус 8900LE (шасі B7RLE/B9RLE/B8RLE)
- Туристичний автобус 9100 – для Азії, виготовлений в Індії
- Туристичний автобус 9300 (шасі B9R) – для Мексики
- 9400 intercity (шасі B7R/B8R/B9R) – для Індії
- 9400XL(6X2) intercity (шасі B9R) – для Індії
- Туристичний автобус 9400PX (шасі B11R) – для Індії
- 9500 туристичний автобус (шасі B9R/B8R)
- Туристичний автобус 9600 (шасі B9R) – для Китаю
- 9700 TX міжміський/міський автобус (шасі B12B/B12M/B7R/B9R/B13R/B11R/B8R)
- Туристичний автобус 9800 (шасі B12M) – для Китаю
- Туристичний автобус 9800 (шасі B13R) – для Мексики
- Туристичний автобус 9800 Double Decker (шасі B13R) – для Мексики
- 9900 туристичний автобус (шасі B12B/B13R/B11R)

## Виробничі ділянки
- Бурос, Швеція
- Хоскоте, Бангалор, Індія
- Куритиба, Бразилія
- Вроцлав, Польща
- Тультітлан, Мексика